# Polyctenidae
Polyctenidae é uma família de insectos parasíticos pertencente à superfamília Cimicoidea que têm como hospedeiros preferenciais várias espécies de morcegos. Estes insectos não devem ser confundidos com os percevejos, nome comum dos membros da família Cimicidae.

## Descrição
Parece existir uma relação significativa entre os grupos taxonómicos desta família, nomeadamente os géneros, e as espécies hospedeiras, o que indica coevolução e especialização.

## Espécies
A família Polyctenidae inclui as seguintes subfamílias, géneros e espécies:
- Subfamília Polycteninae
  - Eoctenes
    - Eoctenes intermedius
    - Eoctenes spasmae
    - Eoctenes sinae
    - Eoctenes ferrisi
    - Eoctenes nycteridis

  - Polyctenes
    - Polyctenes molossus
- Subfamília Hesperocteninae
  - Adroctenes
    - Adroctenes horvathi
    - Adroctenes jordani
    - Adroctenes magnus

  - Hypoctenes
    - Hypoctenes petiolatus
    - Hypoctenes quadratus
    - Hypoctenes clarus
    - Hypoctenes faini

  - Hesperoctenes
    - Hesperoctenes cartas
    - Hesperoctenes fumarius
    - Hesperoctenes impressus
    - Hesperoctenes eumops
    - Hesperoctenes giganteus